# Sparkasse Lambach
Die Sparkasse Lambach Bank AG ist ein Bankunternehmen mit Sitz in Lambach und ein Mitglied des Kooperations- und Haftungsverbundes der österreichischen Sparkassen und des Österreichischen Sparkassenverbands.

## Geschichte
Am 8. März 1861 bekam der  Bürgermeister Friedrich Richter die Bewilligung zur Errichtung einer Gemeindesparkasse. In der Gründungsurkunde wurden zwei Hauptaufgabengebiete der Sparkasse Lambach definiert. Die Sparkasse sollte der Förderung, Unterstützung und Weiterentwicklung der Region dienen und die Entwicklung der regionalen und gesellschaftlichen Infrastruktur fördern.
Neben dem wirtschaftlichen Auftrag soll die soziale Kompetenz (Gemeinnützigkeit) die zweite wesentliche Aufgabe der Sparkasse Lambach darstellen.